# Giro d’Italia 2023/17. Etappe
Die 17. Etappe des Giro d’Italia 2023 fand am 24. Mai 2023 statt und führte die 106. Austragung des italienischen Etappenrennens aus den Alpen an die Adriatische Küste. Nach dem Start in Pergine Valsugana standen 195 Kilometer auf dem Programm, ehe das Ziel in Caorle erreicht wurde. Nach der Etappe hatten die Fahrer insgesamt 2984,6 Kilometer zurückgelegt, was 85,9 % der Gesamtdistanz entsprach. Die Organisatoren der Rundfahrt bewerteten die Schwierigkeit der Etappe mit einem von fünf Sternen.

## Streckenverlauf
Der neutralisierte Start erfolgte in Pergine Valsugana auf der Viale degli Alpini neben der Chiesa Parrocchiale della Natività di Maria. Im Anschluss führte die Strecke durch die Kleinstadt, ehe das Rennen nach 2,6 Kilometern auf der SP228 bei Masetti freigegeben wurde.
Nach dem offiziellen Start führte die Strecke leicht abschüssig über Levico Terme, Borgo Valsugana nach Bassano del Grappa, wo die Fahrer die Po-Ebene erreichten. Kurz darauf wurde in Rosà bei Kilometer 83 der erste Zwischensprint ausgefahren. Im Anschluss drehte die Fahrtrichtung gen Osten und führte über Castelfranco Veneto und Istrana nach Treviso, ehe es weiter in Richtung Küste ging. Bei Jesolo erreichten die Fahrer das Adriatische Meer und fuhren 31,3 Kilometer vor dem Ziel den zweiten Zwischensprint in Lido di Jesolo aus. Entlang der Küste ging es nun über Porto Santa Margherita zum Zielort Caorle, wo sich das Ziel auf der Strada Traghete neben dem Luna Park befand. Zuvor führten die letzten Kilometer auf der Lungomare Trieste entlang dem Strand.
|                       | Ort               | Kilometer |
| --------------------- | ----------------- | --------- |
| neutralisierter Start | Pergine Valsugana | −2,6      |
| offizieller Start     | Masetti           | 0         |
| Zwischensprint        | Rosà              | 83        |
| Zwischensprint        | Lido di Jesolo    | 165,7     |
| Ziel                  | Caorle            | 197       |

## Rennverlauf
Unmittelbar nach dem Start setzten sich mit Thomas Champion (Cofidis), Senne Leysen (Alpecin-Deceuninck), Diego Pablo Sevilla (Eolo-Kometa Cycling Team) und Charlie Quarterman (Team Corratec-Selle Italia) vier Fahrer vom Hauptfeld ab. Zudem versuchte auch Michael Matthews (Team Jayco AlUla) den Sprung in die Ausreißergruppe, was ihm jedoch nicht gelang. Auf den nachfolgenden Kilometern konnten die Ausreißer einen maximalen Vorsprung von rund drei Minuten herausfahren.
Den ersten Zwischensprint sicherte sich Diego Pablo Sevilla vor Thomas Champion, Charlie Quarterman und Senne Leysen. Im Hauptfeld sicherte sich Jonathan Milan (Bahrain Victorious) die meisten Punkte und baute so seinen Vorsprung in der Punktewertung weiter aus. Die Ausreißergruppe führte auch beim zweiten Zwischensprint, wodurch keine Zeitbonifikationen für das Hauptfeld übrig blieben. Rund 20 Kilometer vor dem Ziel griff Senne Leysen an und distanzierte seine Begleiter, die wenig später vom Peloton gestellt wurden. Auf den letzten fünf Kilometern wurde auch der letzte Ausreißer eingeholt und es kam zu einem Massensprint, in dem sich Alberto Dainese (Team DSM) vor Jonathan Milan und Michael Matthews durchsetzte.
In der Gesamtwertung kam es zu keinen nennenswerten Veränderungen. Jonathan Milan baute seine Führung in der Punktewertung auf 94 Punkte aus, während Ben Healy (EF Education-EasyPost) weiterhin in der Bergwertung voran liegt. Die Mannschaftswertung führt das Team Bahrain Victorious an.

## Ergebnis
| \| Etappenergebnis \| Etappenergebnis \| Etappenergebnis \| Etappenergebnis \| Etappenergebnis \| \| Fahrer \| Fahrer \| Land \| Team \| Zeit \| \| --------------- \| ----------------- \| --------------- \| ------------------------ \| --------------- \| \| 1. \| Alberto Dainese \| Italien \| Team DSM \| 4 h 26 min 08 s \| \| 2. \| Jonathan Milan \| Italien \| Bahrain Victorious \| + 0 s \| \| 3. \| Michael Matthews \| Australien \| Team Jayco AlUla \| + 0 s \| \| 4. \| Niccolò Bonifazio \| Italien \| Intermarché-Circus-Wanty \| + 0 s \| \| 5. \| Simone Consonni \| Italien \| Cofidis \| + 0 s \| \| 6. \| Fernando Gaviria \| Kolumbien \| Movistar Team \| + 0 s \| \| 7. \| Andrea Pasqualon \| Italien \| Bahrain Victorious \| + 0 s \| \| 8. \| Alex Kirsch \| Luxemburg \| Trek-Segafredo \| + 0 s \| \| 9. \| Stefano Oldani \| Italien \| Alpecin-Deceuninck \| + 0 s \| \| 10. \| Pascal Ackermann \| Deutschland \| UAE Team Emirates \| + 0 s \| |                   |             |                          |                 |
| |                   |             |                          |                 |
| Quelle: ProCyclingStats |                   |             |                          |                 |
| Etappenergebnis |                   |             |                          |                 |
| Fahrer | Fahrer            | Land        | Team                     | Zeit            |
| 1. | Alberto Dainese   | Italien     | Team DSM                 | 4 h 26 min 08 s |
| 2. | Jonathan Milan    | Italien     | Bahrain Victorious       | + 0 s           |
| 3. | Michael Matthews  | Australien  | Team Jayco AlUla         | + 0 s           |
| 4. | Niccolò Bonifazio | Italien     | Intermarché-Circus-Wanty | + 0 s           |
| 5. | Simone Consonni   | Italien     | Cofidis                  | + 0 s           |
| 6. | Fernando Gaviria  | Kolumbien   | Movistar Team            | + 0 s           |
| 7. | Andrea Pasqualon  | Italien     | Bahrain Victorious       | + 0 s           |
| 8. | Alex Kirsch       | Luxemburg   | Trek-Segafredo           | + 0 s           |
| 9. | Stefano Oldani    | Italien     | Alpecin-Deceuninck       | + 0 s           |
| 10. | Pascal Ackermann  | Deutschland | UAE Team Emirates        | + 0 s           |

## Gesamtstände
| \| Gesamtwertung \| Gesamtwertung \| Gesamtwertung \| Gesamtwertung \| Gesamtwertung \| \| Fahrer \| Fahrer \| Land \| Team \| Zeit \| \| ------------- \| ------------------ \| ---------------------- \| ------------------ \| ---------------- \| \| 1. \| Geraint Thomas \| Vereinigtes Königreich \| Ineos Grenadiers \| 71 h 58 min 43 s \| \| 2. \| João Almeida \| Portugal \| UAE Team Emirates \| + 18 s \| \| 3. \| Primož Roglič \| Slowenien \| Jumbo-Visma \| + 29 s \| \| 4. \| Damiano Caruso \| Italien \| Bahrain Victorious \| + 2 min 50 s \| \| 5. \| Eddie Dunbar \| Irland \| Team Jayco AlUla \| + 3 min 03 s \| \| 6. \| Lennard Kämna \| Deutschland \| Bora-Hansgrohe \| + 3 min 20 s \| \| 7. \| Bruno Armirail \| Frankreich \| Groupama-FDJ \| + 3 min 22 s \| \| 8. \| Andreas Leknessund \| Norwegen \| Team DSM \| + 3 min 30 s \| \| 9. \| Thymen Arensman \| Niederlande \| Ineos Grenadiers \| + 4 min 09 s \| \| 10. \| Laurens De Plus \| Belgien \| Ineos Grenadiers \| + 4 min 32 s \| |                    |                        |                    |                  |
| |                    |                        |                    |                  |
| Quelle: ProCyclingStats |                    |                        |                    |                  |
| Gesamtwertung |                    |                        |                    |                  |
| Fahrer | Fahrer             | Land                   | Team               | Zeit             |
| 1. | Geraint Thomas     | Vereinigtes Königreich | Ineos Grenadiers   | 71 h 58 min 43 s |
| 2. | João Almeida       | Portugal               | UAE Team Emirates  | + 18 s           |
| 3. | Primož Roglič      | Slowenien              | Jumbo-Visma        | + 29 s           |
| 4. | Damiano Caruso     | Italien                | Bahrain Victorious | + 2 min 50 s     |
| 5. | Eddie Dunbar       | Irland                 | Team Jayco AlUla   | + 3 min 03 s     |
| 6. | Lennard Kämna      | Deutschland            | Bora-Hansgrohe     | + 3 min 20 s     |
| 7. | Bruno Armirail     | Frankreich             | Groupama-FDJ       | + 3 min 22 s     |
| 8. | Andreas Leknessund | Norwegen               | Team DSM           | + 3 min 30 s     |
| 9. | Thymen Arensman    | Niederlande            | Ineos Grenadiers   | + 4 min 09 s     |
| 10. | Laurens De Plus    | Belgien                | Ineos Grenadiers   | + 4 min 32 s     |

| Punktewertung | Punktewertung       | Punktewertung          | Punktewertung         | Punktewertung |
| Fahrer        | Fahrer              | Land                   | Team                  | Punkte        |
| ------------- | ------------------- | ---------------------- | --------------------- | ------------- |
| 1.            | Jonathan Milan      | Italien                | Bahrain Victorious    | 215 P.        |
| 2.            | Derek Gee           | Kanada                 | Israel-Premier Tech   | 121 P.        |
| 3.            | Pascal Ackermann    | Deutschland            | UAE Team Emirates     | 95 P.         |
| 4.            | Michael Matthews    | Australien             | Team Jayco AlUla      | 93 P.         |
| 5.            | Toms Skujiņš        | Lettland               | Trek-Segafredo        | 79 P.         |
| 6.            | Nico Denz           | Deutschland            | Bora-Hansgrohe        | 77 P.         |
| 7.            | Magnus Cort Nielsen | Dänemark               | EF Education-EasyPost | 56 P.         |
| 8.            | Marius Mayrhofer    | Deutschland            | Team DSM              | 53 P.         |
| 9.            | Mark Cavendish      | Vereinigtes Königreich | Astana Qazaqstan Team | 51 P.         |
| 10.           | Vincenzo Albanese   | Italien                | Eolo-Kometa           | 51 P.         |

| Bergwertung | Bergwertung            | Bergwertung | Bergwertung                        | Bergwertung |
| Fahrer      | Fahrer                 | Land        | Team                               | Punkte      |
| ----------- | ---------------------- | ----------- | ---------------------------------- | ----------- |
| 1.          | Ben Healy              | Irland      | EF Education-EasyPost              | 164 P.      |
| 2.          | Davide Bais            | Italien     | Eolo-Kometa                        | 144 P.      |
| 3.          | Einer Rubio            | Kolumbien   | Movistar Team                      | 117 P.      |
| 4.          | Thibaut Pinot          | Frankreich  | Groupama-FDJ                       | 114 P.      |
| 5.          | João Almeida           | Portugal    | UAE Team Emirates                  | 55 P.       |
| 6.          | Toms Skujiņš           | Lettland    | Trek-Segafredo                     | 48 P.       |
| 7.          | Karel Vacek            | Tschechien  | Team Corratec-Selle Italia         | 36 P.       |
| 8.          | Davide Gabburo         | Italien     | Green Project-Bardiani CSF-Faizanè | 33 P.       |
| 9.          | Derek Gee              | Kanada      | Israel-Premier Tech                | 31 P.       |
| 10.         | Aurélien Paret-Peintre | Frankreich  | AG2R Citroën Team                  | 26 P.       |

| Nachwuchswertung | Nachwuchswertung       | Nachwuchswertung | Nachwuchswertung         | Nachwuchswertung |
| Fahrer           | Fahrer                 | Land             | Team                     | Zeit             |
| ---------------- | ---------------------- | ---------------- | ------------------------ | ---------------- |
| 1.               | João Almeida           | Portugal         | UAE Team Emirates        | 71 h 59 min 01 s |
| 2.               | Andreas Leknessund     | Norwegen         | Team DSM                 | + 3 min 12 s     |
| 3.               | Thymen Arensman        | Niederlande      | Ineos Grenadiers         | + 3 min 51 s     |
| 4.               | Einer Rubio            | Kolumbien        | Movistar Team            | + 5 min 25 s     |
| 5.               | Santiago Buitrago      | Kolumbien        | Bahrain Victorious       | + 7 min 03 s     |
| 6.               | Ilan Van Wilder        | Belgien          | Soudal Quick-Step        | + 7 min 28 s     |
| 7.               | Laurens Huys           | Belgien          | Intermarché-Circus-Wanty | + 28 min 18 s    |
| 8.               | Filippo Zana           | Italien          | Team Jayco AlUla         | + 31 min 11 s    |
| 9.               | Valentin Paret-Peintre | Frankreich       | AG2R Citroën Team        | + 42 min 58 s    |
| 10.              | Alexander Cepeda       | Ecuador          | EF Education-EasyPost    | + 50 min 18 s    |

| Mannschaftswertung | Mannschaftswertung    | Mannschaftswertung           | Mannschaftswertung |
| Team               | Team                  | Land                         | Zeit               |
| ------------------ | --------------------- | ---------------------------- | ------------------ |
| 1.                 | Bahrain Victorious    | Bahrain                      | 215 h 27 min 26 s  |
| 2.                 | Ineos Grenadiers      | Vereinigtes Königreich       | + 32 min 31 s      |
| 3.                 | Jumbo-Visma           | Niederlande                  | + 40 min 26 s      |
| 4.                 | UAE Team Emirates     | Vereinigte Arabische Emirate | + 49 min 03 s      |
| 5.                 | Bora-Hansgrohe        | Deutschland                  | + 54 min 33 s      |
| 6.                 | EF Education-EasyPost | Vereinigte Staaten           | + 55 min 30 s      |
| 7.                 | AG2R Citroën Team     | Frankreich                   | + 1 h 06 min 39 s  |
| 8.                 | Astana Qazaqstan Team | Kasachstan                   | + 1 h 11 min 58 s  |
| 9.                 | Team Jayco AlUla      | Australien                   | + 1 h 28 min 22 s  |
| 10.                | Israel-Premier Tech   | Israel                       | + 1 h 39 min 44 s  |